# Fallóskút
Fallóskút Mátraszentimre egyik településrésze, 1995-ben közel 200 házból állt.

## Fekvése
A település a Mátra fennsíkja, azaz az Óvártól az Ágasvárig, keletre a Galya-tetőig húzódó gerince, délre a Bagolyirtás-Tóthegyes vonulata és a nagyparlagpusztai medencerész között elterülő 700-800 méter magasra emelkedő területnek a közepén fekszik.

## Nevének eredete
Nevét valószínűleg az alatta lévő bővizű Vállós-kúttól kapta. Ez bizonyára a helyi szlovák anyanyelvű lakosság ajkán torzult el a szlovák faloš (hamisság, álnokság) szóhoz hasonulva. Más forrás szerint az odatelepült szudétanémetek kiejtése révén lett Fallóskút /v=f/ .A terület egykor Hasznoshoz tartozott, majd Mátraszentimre megalakulásával ennek része lett.

## Nevezetességei
Nevezetessége a turizmus és a mátrai csodálatos élővilág, tölgyesek mellett a felső-mátrai templomok talán legismertebb búcsújáróhelye, a Mária-kápolna. Különlegesen szépek a tűzzománc stációk. A kápolnát az 1970-es évek végén építették a csodás jelenések helyén. Az ország különböző településeinek adományaiból készültek el 1992-ben, melyhez még a tengerentúlról is érkeztek adományok. 1996-ban készült el a szabadtéri oltár, illetve a kápolna előtti márvány Mária szobor.
2006-ban szentelték fel a Béke királynéja templomot, s ezzel befejeződött a fallóskúti kegyhely kiépítése. A Mária kápolna története viszonylag rövid időre nyúlik vissza, Sánta Lászlónénak  1947-ben jelent meg a Szűzanya Hasznos községben. Kérte keresse meg a forrást, ennek hatására megtalálták a fallóskúti forrást. Csak évtizedekkel később épülhetett fel a kápolna.   A templomhoz vezető út tűzzománc stációi Rácz Gábor iparművész  alkotásai. Itt élt az ország egyetlen hivatásos remetéje, Paszkál, azaz Szél Sándor.
A kegyhelyhez jelzett turistaút is vezet, ám gépkocsival is könnyen megközelíthető.
Fallóskút érdekessége a falu első részén található Gubola-házak, amelyek turistaszállásként működnek.

## Képek

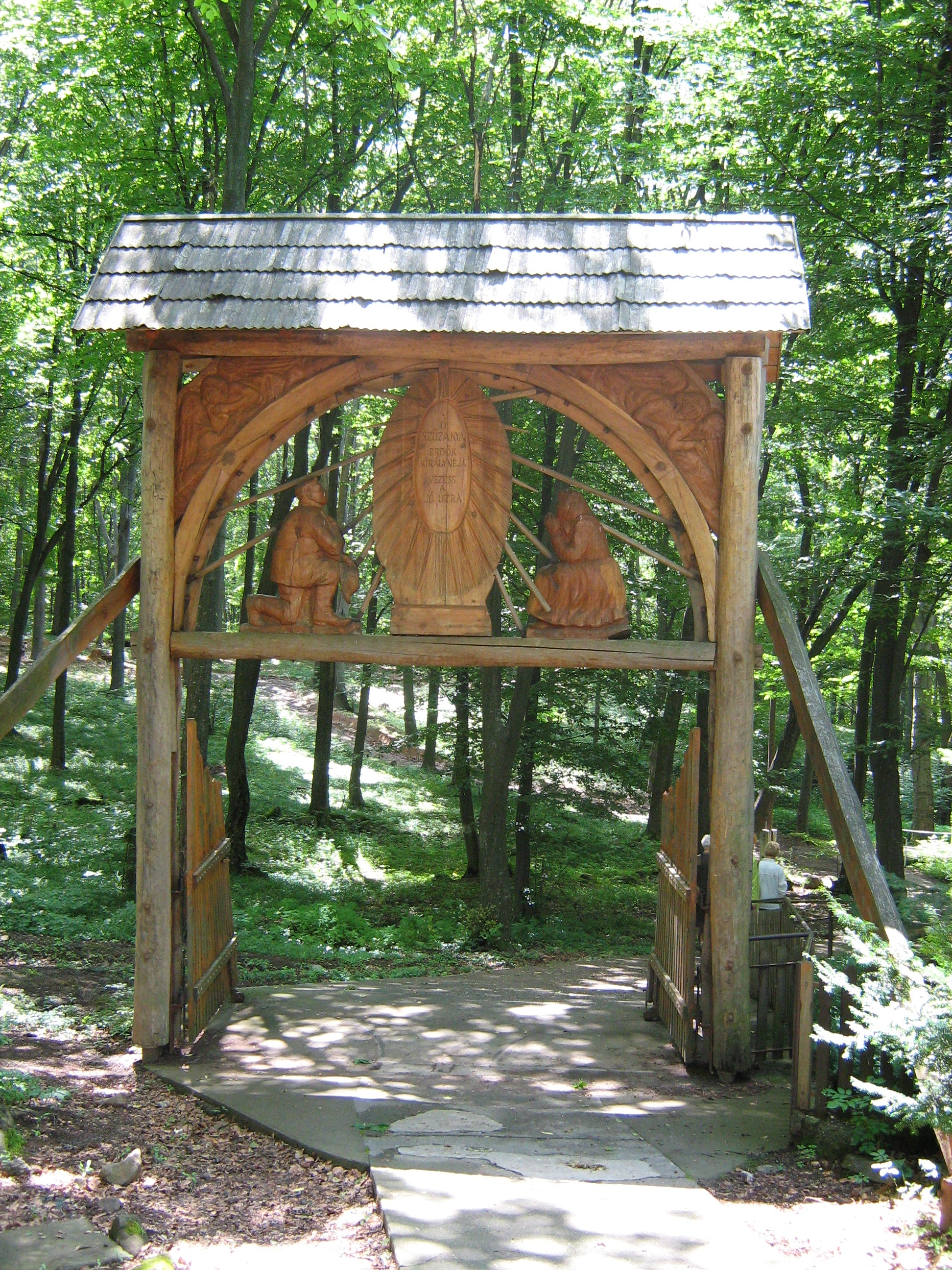
A kegyhely bejárata
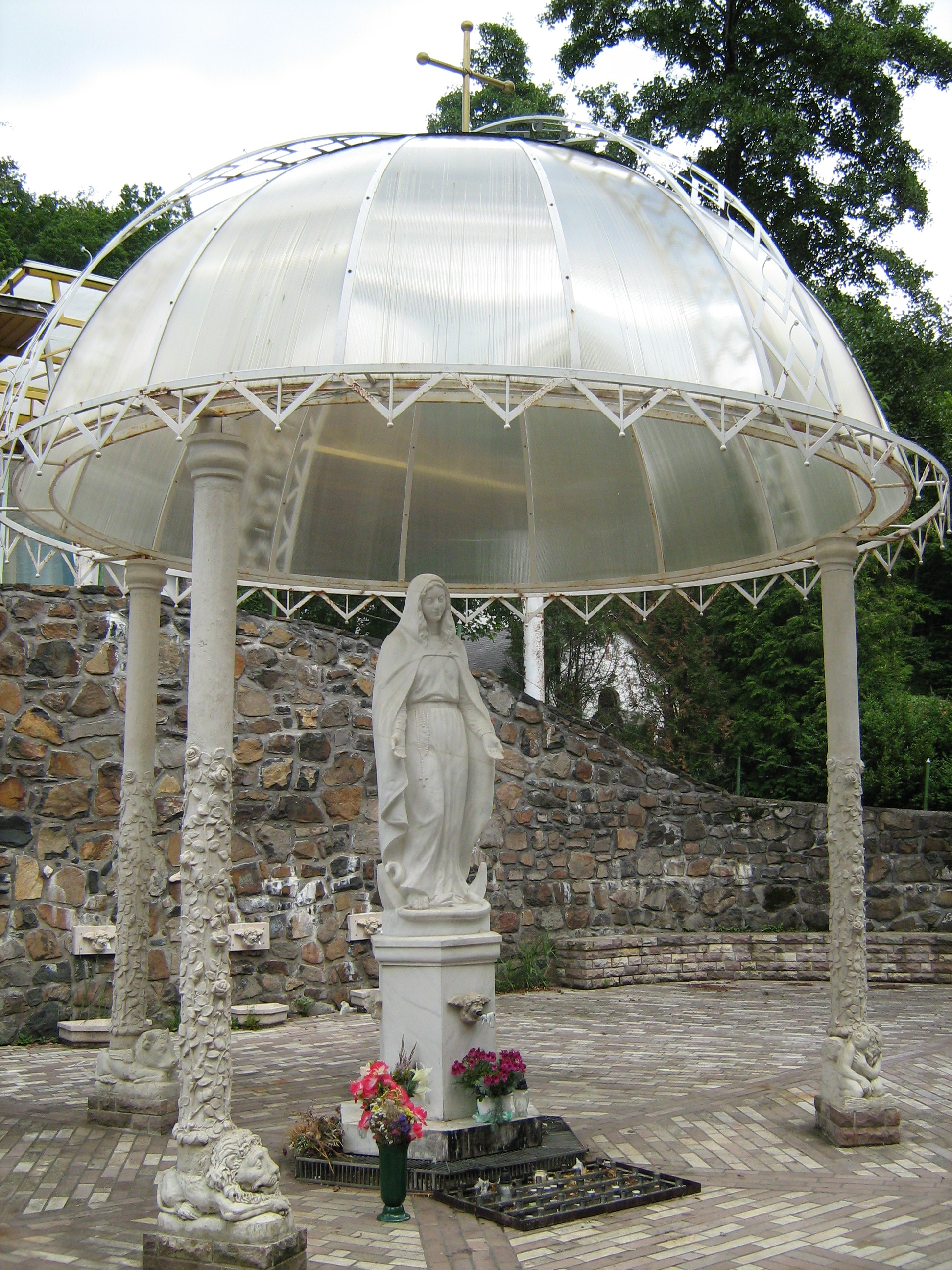
Mária szobor
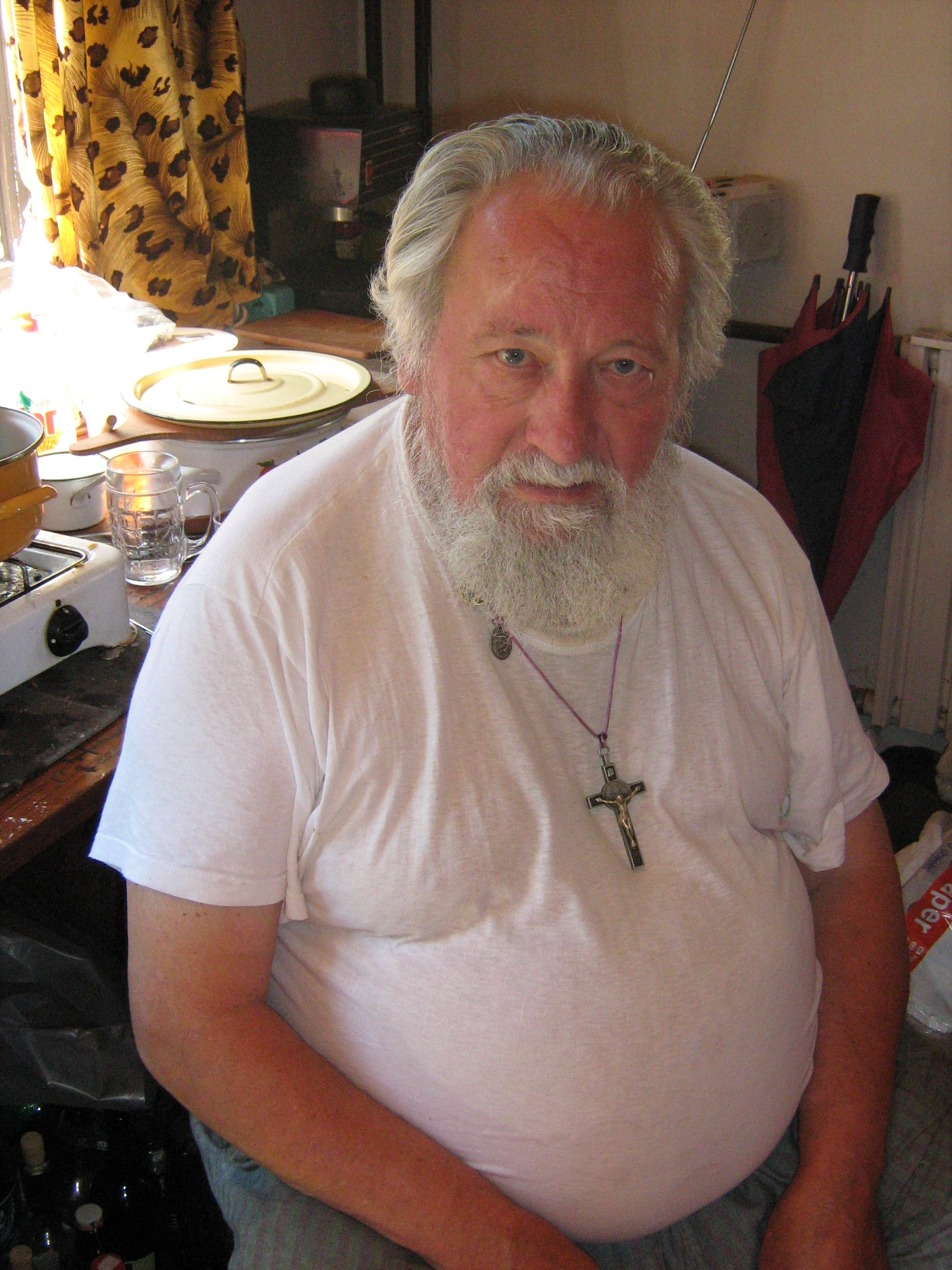
Szél Sándor, azaz Paszkál testvér, az ország egyetlen hivatásos remetéje (1942–2011)
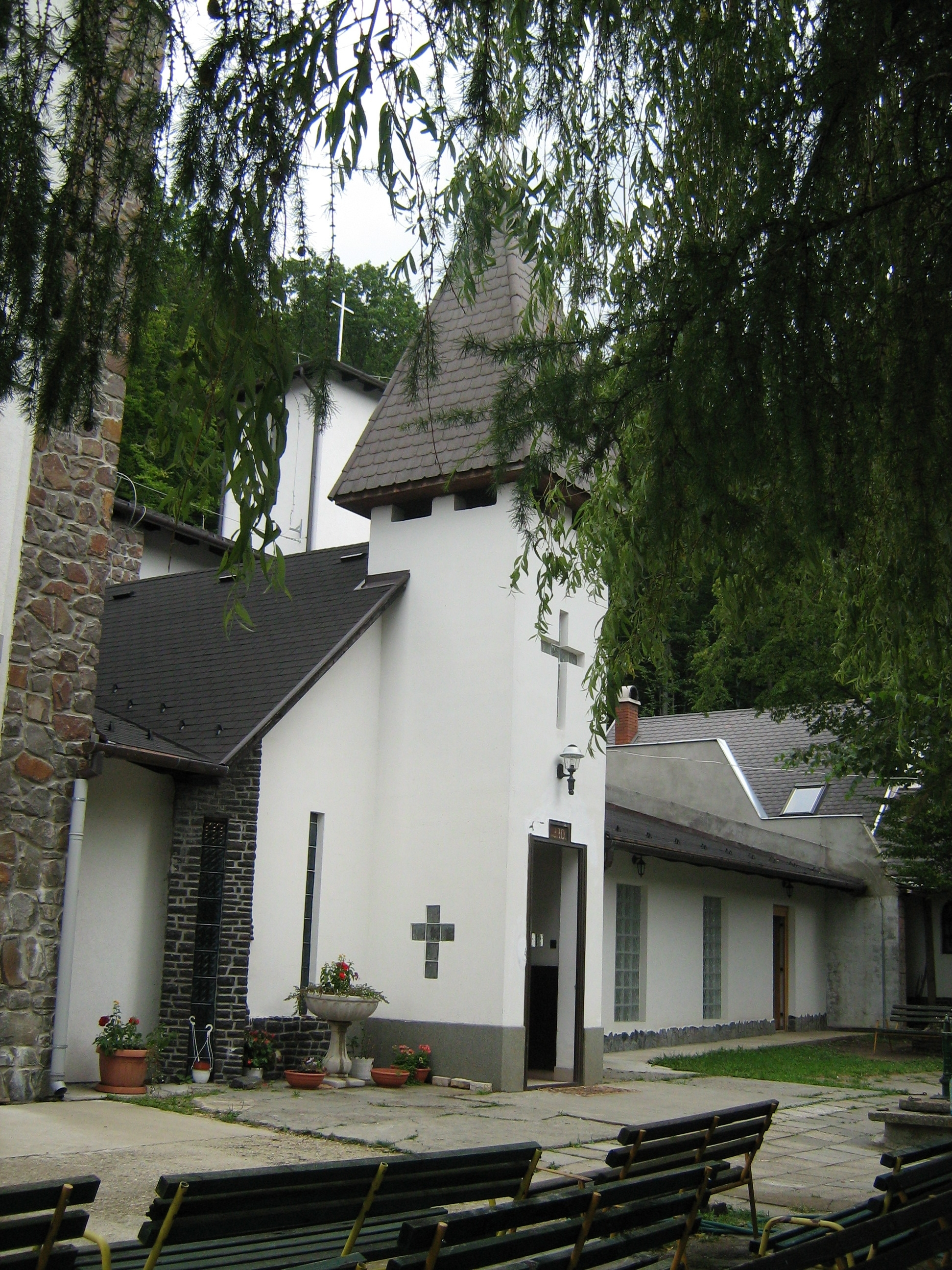
A Mária-kápolna